# 特氏鋸腹脂鯉
特氏鋸腹脂鯉，為輻鰭魚綱脂鯉目脂鯉亞目锯脂鲤科的其中一個種。分布於南美洲圭亞那淡水流域，體長可達23.1公分，棲息在河岸陡峭的靜止水域，以植物為食，生活習性不明。

## 扩展阅读
維基物種上的相關：特氏鋸腹脂鯉